# U 5 (Kriegsmarine)
De U 5 was een Duitse U-boot van het Type IIA. De tewaterlating gebeurde op 14 augustus 1935 bij de Deutsche Werke te Kiel. Onder Oberleutnant Rolf Dau werd de boot op 31 augustus 1935 in dienst genomen. De boot ging verloren bij een duikongeluk op 19 maart 1943 in Pillau. Bij het ongeluk kwamen 21 van de 37 opvarenden om het leven.

## DeU 5tijdens de Tweede Wereldoorlog
De U 5 was voornamelijk als opleidingsboot in gebruik, en voerde tijdens de Tweede Wereldoorlog twee oorlogspatrouilles uit, waarbij geen schepen tot zinken werden gebracht In april 1940 nam de U-5 als onderdeel van het 8. Unterseebootsflottille deel aan de invasie van Noorwegen, Operatie Weserübung. Ander onderzeeboten die ingedeeld waren bij dit flottielje waren de: U 2, U 3 en U 6.

## Commandanten
- 31-10-1935 - 27-09-1936 Oblt. Rolf Dau[1]
- 01-10-1936 - 02-02-1938 Gerhard Glattes[1]
- 03-02-1938 - 04-12-1939 Kptlt. Günter Kutschmann[1]
- 05-12-1939 - 11-08-1940 Kptlt. Heinrich Lehmann-Willenbrock[1]
- 12-08-1940 - 27-03-1941 Herbert Opitz[1]
- 28-03-1941 - 06-01-1942 Friedrich Bothe[1]
- 07-01-1942 - 23-03-1942 Oblt. Karl Friederich[1]
- 26-03-1942 - ??-05-1942 Hans-Dieter Mohs[1]
- ??-03-1942 - 09-10-1942 Kurt Pressel[1]
- 10-11-1942 - 19-03-1942 Ltn. Hermann Rahn[1]